# Parafia bł. Piotra Jerzego Frassati w Lublinie
Parafia błogosławionego Piotra Jerzego Frassati – parafia rzymskokatolicka w Lublinie, należąca do archidiecezji lubelskiej i dekanatu Lublin – Zachód. Została erygowana 4 lipca 1998 roku. 
Kościół parafialny w budowie od 2005, został poświęcony przez abp. Stanisława Budzika 22 sierpnia 2021 roku.
Funkcję proboszcza od 1 lipca 2017 roku pełni ks. kan. dr Krzysztof Podstawka.

## Zasięg parafii
Ulice: Balladyny, Kraśnicka (numery 1–6A), Namysłowskiego, Skierki, Wileńska (7, 11, 15), Zana (8, 10, 12).